# Frangenská plošina
Frangenská plošina (bulharsky Франгенско плато, Frangensko plato) je plošinovitá pahorkatina ve východním Bulharsku, v Dolnodunajské nížině, v Dobričské a Varenské oblasti.

## Vymezení
Pahorkatina se zdvihá ve východní části Dolnodunajské nížiny. Klesá strmě k Varenskému jezeru na jihu a k Černému moři na východě. Na severovýchodě a severu se mírně svažuje k údolí řeky Batova, která pramení v nejzápadnější části plošiny a odděluje ji od Dobrudžské plošiny. Tyto svahy jsou prořezány hlubokými údolími jejích pravostranných přítoků.
S rozlohou asi 370 km² má plošina délku 10–12 km v severojižním směru a ve východozápadním asi 30 km. Její nejvyšší bod udává vektorová topografická mapa Bulharska jako vrch Trăneto – 377,8 m, který se nachází v její západní části, mezi obcemi Banovo a Prosečen, kde nadmořská výška přesahuje 370 m.

## Přírodní poměry

### Stavba
Plošina je tvořena mušlovými vápenci a pískovci. Její jižní a zejména východní strmé svahy jsou terasovité s aktivními sesuvy půdy.

### Vodopis
Na jejích svazích se nachází řada krasových pramenů.

### Klima
Klima je mírné kontinentální, ovlivněné Černým mořem, s relativně mírnými zimami a horkými léty. Pohoří pokrývají vzácné křovinaté dubové a habrové lesy, doprovázenými pastvinami a na hřebenových pláních ornou půdou. 

## Hospodářství
Na jeho jižních se pěstují vinice; na východních svazích jsou významné rekreační oblasti s vinnými sklepy.
Na východním svahu náhorní plošiny, na strmém pobřeží s výhledem na Černé moře, se nacházejí některá z nejkrásnějších bulharských černomořských letovisek: Zlaté písky, Čajka, Sveti Konstantin i Elena, Evksinograd atd. V této části náhorní plošiny se nachází také unikátní skalní klášter Aladža.
Podél východního svahu náhorní plošiny, od severu k jihu, od obce Kranevo po Varnu, prochází úsek silnice I-9 (hraniční přechod Durankulak – Varna – Burgas – hraniční přechod Malko Tărnovo) v délce 18,6 km. Její východní částí od severu k jihu, od obce Obročište do Varny, prochází úsek silnice III-902 v délce 25,6 km.

## Osídlení
Na náhorní plošině a jejích svazích se nachází třináct sídel  – jedenáct ve Varenské oblasti (včetně tří měst) a dvě v Dobričské oblasti:
- Varenská oblast – Aksakovo, General Kantardžievo, Jarebična, Kamenar, Kičevo, Klimentovo, Kumanovo, Orešak, Osenovo, Văglen, Varna
- Dobričská oblast – Kranevo, Rogačevo